# Entoloma procerum
Entoloma procerum är en svampart som beskrevs av G. Stev. 1962. Entoloma procerum ingår i släktet Entoloma och familjen Entolomataceae.   Inga underarter finns listade i Catalogue of Life.